# Lijst van snookertoernooien
Deze lijst van professionele snookertoernooien geeft een overzicht van de belangrijkste snookertoernooien.

## Huidige toernooien

### Rankingtoernooien
- Wereldkampioenschap
- British Open
- Riga Masters
- Indian Open
- World Open
- Northern Ireland Open
- European Masters
- Irish Open
- English Open
- Wuhan Open
- International Championship
- UK Championship
- Scottish Open
- German Masters
- World Grand Prix
- Welsh Open
- Turkish Masters
- WST Classic
- Snooker Shoot-Out (wedstrijden van één frame)
- Gibraltar Open
- WST Pro Series
- Players Tour Championship
- Players Championship
- Tour Championship
- Championship League
- China Open
- China Championship

### Andere toernooien
- Masters (top zestien van de wereldranglijst)
- Champion of Champions (winnaars van snookertoernooien in het afgelopen seizoen)
- World Masters of Snooker
- Paul Hunter Classic
- Shanghai Masters
- Hong Kong Masters
- Vienna Snooker Open
- Pink Ribbon
- Six-red World Championship (gespeeld met zes rode ballen in plaats van de gebruikelijke vijftien)

## Voormalige toernooien
Tussen haakjes het laatste seizoen waarin ze op de kalender voorkwamen (al dan niet als rankingtoernooi)

### Rankingtoernooien
- Classic (1991/92)
- Strachan Open (1993/94)
- Northern Ireland Trophy (2008/09)
- Irish Masters (2006/07)
- Malta Grand Prix (2000/01)
- Malta Cup (2007/08)
- Canadian Masters (1988/89)
- Wuxi Classic (2014/15)
- Asian Classic (1996/97)
- Dubai Classic (1996/77)
- Thailand Masters (2006/07)
- Bahrain Championship (2008/09)
- Australian Goldfields Open (2015/16)

### Andere toernooien
- News of the World Championship (1959)
- Tolly Cobbold Classic (1983/84)
- World Doubles Championship (1987/88)
- World Masters (1990/91)
- World Matchplay (1992/93)
- Nations Cup (2000/01)
- Champions Cup (2001/02)
- Merseyside Professional Championship (2004/05)
- Pot Black (2007/08)
- Premier League Snooker (2012/13)
- World Seniors Championship (2015/16)
- Scottish Masters (2002/03)
- Scottish Professional Championship (2010/11)
- Welsh Professional Championship (1990/91)
- Masters Qualifying Event (2009/10)
- Irish Professional Championship (2007/08)
- Lucan Racing Classic (2011/12)
- China Masters (1985/86)
- Beijing International Challenge (2010/11)
- Hainan Classic (2010/11)
- World Cup (2015/16)
- Haining Open (2019/20)
- General Cup (2015/16)
- Brazil Masters (2011/12)
- World Series of Snooker (2009/10)

Jargon ·
Maximumbreak ·
Effect ·
Gesnookerd ·
Hulpstukken ·
Spelers ·
Toernooien